# Mateusz Tokarski

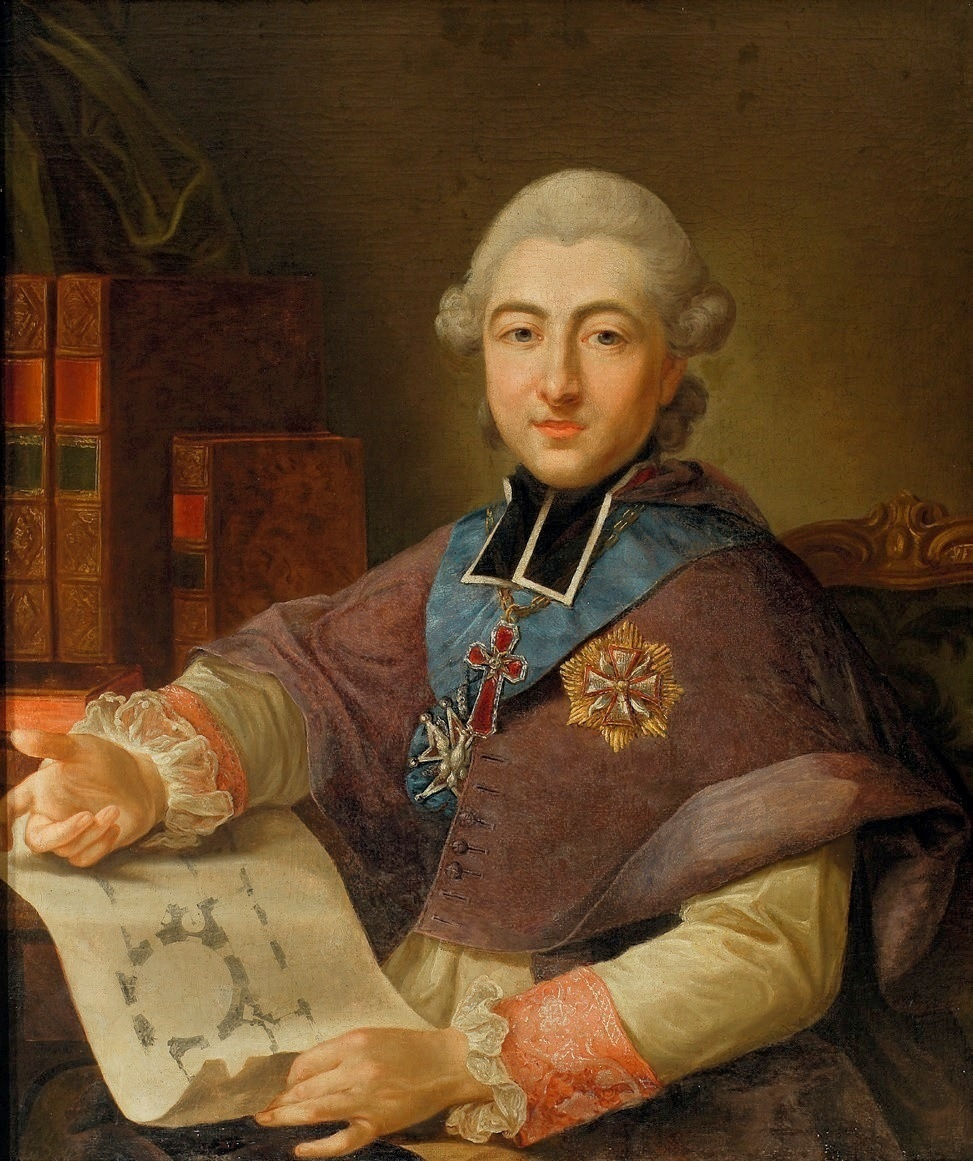
Portret Prymasa Michała Poniatowskiego z planem pałacu w Jabłonnie w ręku z 1776 roku

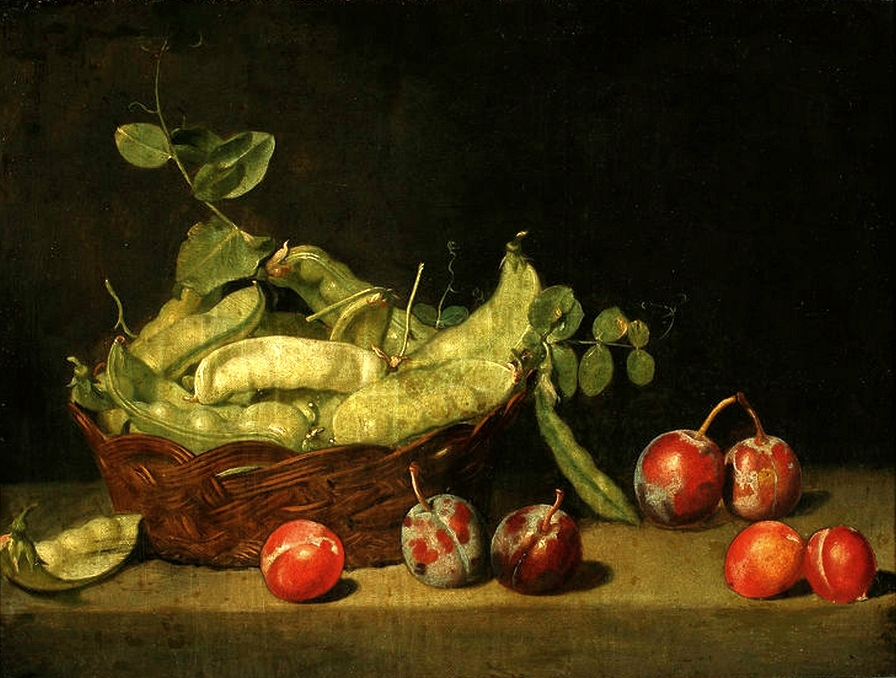
Martwa natura z grochem i śliwkami z około 1795 roku

Mateusz Tokarski (ur. 1747 na Lubelszczyźnie, zm. 25 maja 1807 w Warszawie) – polski malarz i kopista.
Kształcił się u Franciszka Smuglewicza, później pod kierunkiem Bacciarellego. Edukację artystyczną kontynuował w Rzymie jako stypendysta króla Stanisława Augusta Poniatowskiego, w którego służbie pozostawał od roku 1767 aż do końca jego panowania. Sprawował nadzór nad królewską galerią obrazów oraz wykonywał liczne kopie dzieł artystów współczesnych (m.in. Bacciarellego) oraz dawnych mistrzów. Ok. roku 1787 przebywał na Akademii Drezdeńskiej. Zajmował się konserwacją obrazów oraz sporządzał inwentarze wyposażenia rezydencji królewskich. W dowód uznania i długoletnich zasług w roku 1790 został nobilitowany a w roku 1795 mianowano go inspektorem pałacu w Łazienkach. W 1796 Stanisław August Poniatowski przysłał mu z Grodna pierścień za kopię z obrazu Gerarda Dou. Ostatnie lata życia artysta spędził u starszego syna Stanisława, który był burgrabim Łazienek. Najbardziej znanym z jego obrazów i jedynym znanym portretem przez niego sygnowanym jest portret prymasa Michała Poniatowskiego. Dzieło to artysta wykonał w roku 1776.
W XVIII wieku był członkiem czynnym loży wolnomularskiej Świątynia Izis.